# آتینگال

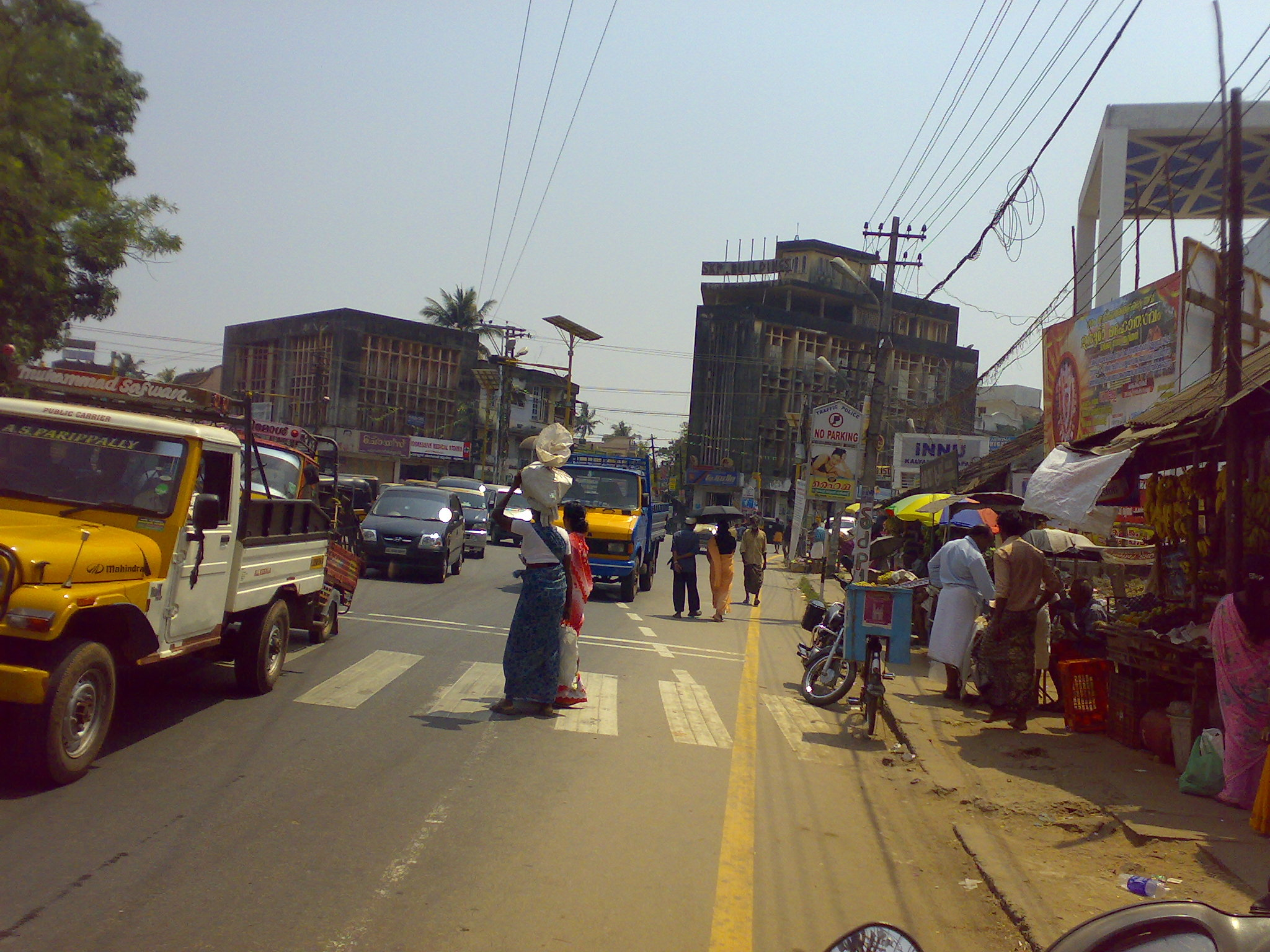
منطقه مسکونی آتینگال

آتینگال (به انگلیسی: Attingal) یک منطقهٔ مسکونی در هند است که در بخش ترواننت پورم واقع شده‌است. آتینگال ۱۶٫۸۷ کیلومتر مربع مساحت و ۳۷٬۶۴۸ نفر جمعیت دارد و ۲۳ متر بالاتر از سطح دریا واقع شده‌است.